# Gottfried August Homilius
Gottfried August Homulius (Rosenthal, Saxònia, 2 de febrer de 1714 - Dresden, 2 de juny de 1785) fou un compositor i organista alemany.
Deixeble de Bach, el 1742 fou nomenat organista de la Frauenkirche, de Dresden, i el 1755 cantor de l'escola de la Creu on va tenir entres d'altres deixebles en Daniel Gottlob Türk, i director de la música de les tres principals esglésies d'aquesta ciutat.
Deixà una cantata de la Passió, l'oratori Die Freude der Hirten über die Geburt Jesu HoWV I.1 i Sechs Deutsche Arien, així com motets, preludis, corals i un Mêtode de baix xifrat.